# جو شيرين
جو شيرين (بالإنجليزية: Joe Sheerin)‏ هو لاعب كرة قدم بريطاني في مركز الهجوم، ولد في 1 فبراير 1979 في هامرسميث في المملكة المتحدة. لعب مع إيه أف سي ويمبلدون ونادي بورنموث ونادي تشيلسي ونادي كينغستونيان ونادي ليذرهيد.